# Závodszky Péter
Závodszky Péter (Debrecen, 1939. március 18. –) Széchenyi-díjas magyar biofizikus, egyetemi tanár, a Magyar Tudományos Akadémia rendes tagja. Kutatási területe a szerkezeti biokémia, az enzimológia és a molekuláris immunológia. Fontos szerkezeti modellek felállítója. 1990 és 1992 között a MOM Finommechanikai és Optikai Rt. igazgatótanácsának elnöke. 2007-től az MTA Szegedi Biológiai Kutatóközpont Enzimológiai Intézet igazgatója.

## Életpályája
1957-ben érettségizett, majd felvették a Kossuth Lajos Tudományegyetem (ma: Debreceni Egyetem) Természettudományi Karára, ahol 1962-ben szerzett fizikus diplomát. Diplomájának megszerzése után az MTA Szegedi Biológiai Központ (MTA SZBK) Enzimológiai Intézeténél kapott állást munkatársi beosztásban, később főmunkatársként, majd tudományos tanácsadóként dolgozott. 1987-ben az intézetben kutatóprofesszori megbízást kapott. 2007-ben megbízták az MTA SZBK Enzimológiai Intézet igazgatói pozíciójának betöltésével.
Kutatóintézeti munkája mellett 1968-tól az Eötvös Loránd Tudományegyetem Természettudományi Karán tanít biofizikát. Az oktatói beosztási létrát végigvárja 1989-ben vette át egyetemi tanári kinevezését a biológiai fizika tanszéken. 2009-ben professor emeritusi címet kapott. Emellett 1987 és 2004 között a Budapesti Műszaki Egyetemen is tanított a biológusmérnök-képzésen. 2002-ben a Pázmány Péter Katolikus Egyetem Információs Technológiai Karán kapott egyetemi tanári kinevezést. 2004-ben a Debreceni Egyetem Tudományos Tanácsának elnökévé választották. Számos külföldi intézmény vendégprofesszora volt: Oxfordi Egyetem (1977–1978), Kaliforniai Egyetem Los Angeles (UCLA, 1985–1986, valamint 1995-től), Regensburgi Egyetem (1988–1989), Tokiói Farmakológiai Intézet (1994).
Tevékenykedett az iparban is: 1964 és 1988 között a Magyar Optikai Művek tudományos tanácsadója. 1990 és 1992 között az átalakított MOM Finommechanikai és Optikai Rt. igazgatótanácsának elnöke, emellett 1993-ig a  Tudományos Tanácsadó Testület elnöke volt. 1999-ben a Richter Gedeon Nyrt. tudományos kutatási tanácsának tagjává választották.
1972-ben védte meg a biológiai tudományok kandidátusi, 1987-ben akadémiai doktori értekezését. Az MTA Biokémiai, illetve az MTA Biofizikai Bizottságának lett tagja. Előbbinek 1974 és 1986 között, utóbbinak 1994 és 1997 között titkára volt. 2001-ben a Magyar Tudományos Akadémia levelező, 2007-ben rendes tagjává választották. 2008-ban a Biológiai Tudományok Osztálya elnökévé választották, ezzel az MTA elnökségének munkájában is részt vesz. 2000-ben a párizsi Európai Tudományos és Művészeti Akadémia vette fel tagjai sorába. 1999-ben az Országos Műszaki Fejlesztési Bizottság tagja lett, illetve 2001 és 2006 között a Magyar Akkreditációs Bizottság munkájában vett részt. 1991-ben a Magyar Innovációs Szövetség alelnöke, valamint 2000-ben a Miniszterelnöki Hivatal tudomány- és technológiapolitikai tanácsadója lett. Emellett a Magyar Biofizikai Társaság elnöke.
2005. április 18-án a Mindentudás Egyeteme előadója volt. Előadásának címe: Fehérjék – a szerkezettől a funkcióig, a fizikától a biológiáig.

## Munkássága
Fő kutatási területei a szerkezeti biokémia, a molekuláris immunológia és az enzimológia egyes kérdései. Sikerült lokalizálnia és feltérképeznie a humán 1-es kromoszómával kapcsolatos C1q korai fehérjeenzim-kötőhelyet a nyúl ImmunoglobinG monomermolekulán. Emellett szerkezeti modellt dolgozott ki a C1 heteropentamer (azaz biológiailag nagyon aktív, kettő vagy több különböző, de hasonló monomermolekulából derivált) molekula működésének leírásához.
Munkatársaival több nemzetközileg is jelentős eredményt ért el: a komplement proteázok (fehérjebontást előidéző enzimek) kutatásának terén számos génsebészeti, funkcionális és szerkezeti vizsgálatokat végzett. Ezek jelentős mértékben járultak hozzá a szerinproteázok (a proteáz enzimtípus egyik alcsaládja, ahol az aktív centrumában a szerin nevű aminosav található) specifikusságáról, fejlődéséről és szabályozásáról kapcsolatos információk megszerzéséhez és felhasználási módjának további bővítéséhez. Számos eljárást dolgozott ki munkatársaival a komplex emberi fehérjék élő rovarokban történő bioszintetikus előállítására, ezzel kapcsolatban egy új, úgynevezett omega-interferon pszeudogént fedezett fel.
Kutatóintézeti vizsgálataik során számos új általános megoldást és szabályt ismertek fel a fehérjék hőmérsékleti adaptációjának térszerkezeti hátterével kapcsolatban. A számítógépes grafika és homológiai (egyértékűségi) modellezés, az enzimkinetika, a szerkezetvizsgáló módszerek, valamint a génsebészet kombinálásával, vegyítésével alapot teremtettek az úgynevezett hőstabilis fehérjék tervezésére.
Több mint százötven tudományos közlemény, egy könyv és három könyvrészlet szerzője vagy társszerzője.
A Thy Catafalque nevű avantgarde metálzenekar 2009-es, Róka hasa rádió című lemezének Molekuláris gépezetek című dalában dr. Závodszky Péter fentebb említett, 2005-ös előadásának három részlete is elhangzik.

## Díjai, elismerései
- Szörényi-díj (1970)
- Wellcome Research Award (1977)
- Straub-plakett (1999)
- Palladin-érem (2000)
- Gábor Dénes-díj (2003)
- Széchenyi-díj (2010)
- A Magyar Érdemrend középkeresztje a csillaggal (2015)

## Főbb publikációi
- Investigation of the Conformation of D-glyceraldehyde-3-phosphate Dehydrogenase (társszerző, 1967)
- Hydrogen-Exchange Study of the Conformational Stability of Human Carbonicanhydrate B and its Metallocomplexes (társszerző, 1975)
- Dynamic Aspects of Signal Transfer in Antibody Molecules (társszerző, 1983)
- Proteins Under Extreme Physical Conditions (társszerző, 1990)
- Adjustment of Conformational Flexibility is a Key Ecent in Thermal Adaptation of Proteins (társszerző, 1996)
- One Active C1r is Sufficient for the Activity of the Complement C1 Complex (társszerző, 1999)
- A statikus fehérjemodellektől a kvantumenzimológiáig (2001)